# أربونة
أَرْبُونَةُ (بالفرنسية: Narbonne) (نربونة)، مدينة عريقة في شرق جنوب فرنسا، تطل على البحر المتوسط، وكانت عاصمة إقليم سبتمانيا (ذو المدائن السبعة) القديم.

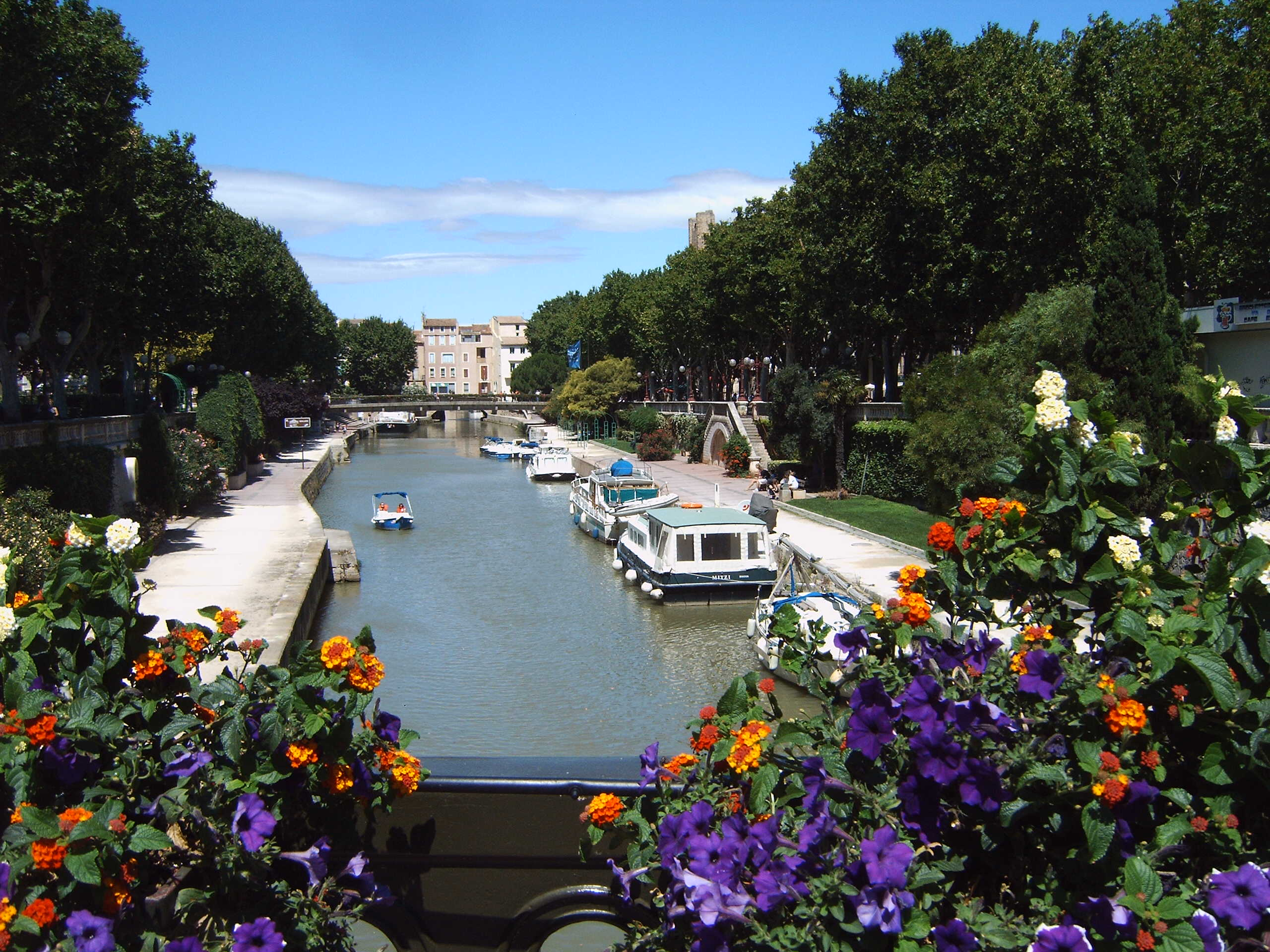
أربونة، قناة روبين المائية

## توأمة
لأربونة اتفاقيات توأمة مع كل من:
- أوستا
- غروسيتو
- سالفورد
- فايلهايم إن أوبربايرن

## أعلام
- محمد الصالح دمبري
- جوزيف غونزاليس
- محمد سليم رياض
- سيباستيان
- بينديكت بالنسا
- آلان قاي
- جويل بريفوست
- ماري كليمنت غاستون غوتييه
- شارل تروني